# Leon Lewis
Pour les articles homonymes, voir Lewis.
 (mai 2023).
Leon Lawrence Lewis (né le 5 septembre 1888 à Hurley et mort le 21 mai 1954 à Pacific Palisades) est un avocat américain.
Il est le premier secrétaire national de l'Anti-Defamation League, le directeur national du B'nai B'rith, le fondateur et premier directeur exécutif du Comité des relations avec la communauté juive d'Angeles (Los Angeles Jewish Community Relations Committee) et figure clé des opérations d'espionnage qui ont infiltré les organisations nazies américaines dans les années 1930 et au début des années 1940.
Les nazis ont qualifié Lewis de « Juif le plus dangereux de Los Angeles »,.

## Filmographie
- Leon Lewis, l'homme qui a vaincu les nazis à Hollywood, documentaire franco-belge d'Olivier Mirguet (60 minutes) diffusé sur France 5 en mai et juin 2023